# 科爾克查卡
科爾克查卡（西班牙語：Colquechaca），是玻利維亞西南部波托西省查扬塔县的市鎮，并为该县的县府所在地。處於省会波托西以北171公里，海拔高度4,170米，每年平均降雨量460毫米。市镇面积为1,846平方公里，2012年人口数量为4,272人。